# Distretto di Atbasar
Il distretto di Atbasar (in kazako: Атбасар ауданы) è un distretto (audan) del Kazakistan con  capoluogo Atbasar.